# Степанівка (Ніжинський район)
Степа́нівка — село у Ніжинському районі Чернігівської області України. До 2020 центр Степанівської сільської ради. Населення — 586 осіб (2012 рік).

## Географія
Село Степанівка знаходиться на північному заході району, за 28 км від районного центру — міста Борзна (автошляхами — близько 38 км) та за 22 км від залізничної станції Вересоч на лінії Чернігів — Ніжин. Поряд з селом протікає Десна. Висота над рівнем моря — 115 м.

## Історія
Село згадується в історичних джерелах з першої половини XVII сторіччя.
По спогадам старожила Гаврила із села Ховми, записаних під час слідчої комісії у 1702 р., на час його прихода у Ховми (бл. 1638 р.) «Степанівки села ще не було». Історик Петро Кулаковський вважає, що село Степанівка було засноване близько 1647 р.
1655 р. ніжинський протопоп Максим Філімонович жалуваною грамотою царя Олексія Михайловича отримав у спадкове володіння село Ушню, із млинами, разташованими неподалік, а також «деревенками… до тое ж деревни Ушни здавна належачими Воловицю та Степанівку».
1656 р. колишній воловицький священик Андрій Самарський, продає свій власний хутір біля воловицької слободи Степанівки, ніжинському прототопу Максиму Філімоновичу. Свідками продажі були степанівський отаман Миско Шелест та степанівський війт Микита Кубай.
1666 р. за якимсь єпископом Мефодієм значилися села: Ушня, Борківка, Воловиця, Кладьківка та слобідка на річці Ворона (Степанівка) з усіма угіддями та млинами.
1747 р. у Степанівці зазначені: шинок монастиря Чернігівської катедри, двір степанівського священика Івана Донченка, двір паламаря Грицька Губенка, школа та шпиталь.
250 жителів села брали участь у Другій світовій війні, 73 з них нагороджені орденами і медалями СРСР, 129 — загинули. На честь воїнів-односельців встановлено обеліск Слави. Село було реокупованене росіянами 13 вересня 1943 року. Після реокупації села, тут розміщувався військовий госпіталь, де померли від важких ран 12 вояків.
1959 р. три колгоспи з сіл Воловиця, Степанівка і Сидорівка були об'єднані в артіль «Дружба». Головою колгоспу був Бакун Михайло Григорович. У 1973 році колгосп «Дружба» був перейменований на «Десну». За колгоспом було закріплено 4606 гектарів сільськогосподарських угідь, у тому числі 1649 га орної землі. Господарство спеціалізувалося на вирощуванні зернових і технічних культур, м'ясо-молочному тваринництві. Працювала лісопилка.
У селі була восьмирічна школа, клуб, бібліотека, дільнична лікарня, аптека, дитячий садок, магазини, відділення зв'язку.
12 червня 2020 року, відповідно до розпорядження Кабінету Міністрів України № 730-р «Про визначення адміністративних центрів та затвердження територій територіальних громад Чернігівської області», село увійшло до складу Борзнянської міської громади.
19 липня 2020 року, в результаті адміністративно-територіальної реформи та ліквідації Борзнянського району, увійшло до складу Ніжинського району Чернігівської області.

## Населення

### Мова
Розподіл населення за рідною мовою за даними перепису 2001 року:
| Мова       | Кількість | Відсоток |
| ---------- | --------- | -------- |
| українська | 583       | 99.49%   |
| російська  | 3         | 0.51%    |
| Усього     | 586       | 100%     |

## Відомі люди
У Степанівці народилися
- Нетреба Василь Гаврилович, учасник Другої Світової війни, Герой Радянського Союзу (1903—1975)